# Опочинин, Михаил Степанович
Михаил Степанович Опочинин (также Апочинин; 1699 — 21 сентября 1764) — генерал-майор, президент Берг-коллегии, тайный советник.

## Биография
М. С. Опочинин принадлежал к старинной дворянской фамилии, родился в 1699 году.
С 1716 года учился в инженерной школе; в 1723 г. произведён в кондукторы, в 1726 — в инженерные прапорщики. С 1728 года — квартирмейстер при инженерном корпусе, в том же году переведён в инженерную роту капитаном-поручиком. С 1731 года обер-цейхвалтер при артиллерии, с 1733 года — шталмейстер.
С 6.6.1737 года артиллерии асессор в чине армейского подполковника, с 22.12.1737 — советник в чине полковника. С 22.11.1740 — военный советник в канцелярии главной артиллерии в чине бригадира. С 1752 года генерал-майор артиллерии.
С 29 марта 1753 по 16 августа 1760 года — президент Берг-коллегии. С 25 декабря 1755 года тайный советник. Вероятно, именно он подавлял бунт крестьян заводчика Евдокима Демидова.
Крупный землевладелец, помещик. К 1763 году за М. С. Опочининым в Юже с деревнями (Омелово, Нефедьево, Тарантаево, Реброво, Костяево, Русиново и Сойна) состояло 420 мужского пола душ (в самой Юже — 93 души). Опочинин имел большие поместья на территории будущей Ярославской губернии.
Он воспитался в понятиях и чувствах, которые составляли верхний слой тогдашнего умственного и нравственного движения в Европе. Разумеется, усвоенные отсюда идеалы поставили Опочинина в непримиримую вражду с окружающей действительностью; не умея примириться с ней, Опочинин, более искренний, чем другие люди того же образа мыслей, 21 сентября 1764 года Михаил Степанович покончил с собой. В предсмертном завещании он пишет, объясняя свой поступок:
«Отвращение к нашей русской жизни есть то самое побуждение, принудившее меня решить своевольно свою судьбу». По завещанию Опочинин пустил на волю два семейства дворовых, а барский хлеб велел раздать крестьянам; он не освободил крестьян, ибо по тогдашнему законодательству еще был вопрос, имеет ли право помещик освобождать крестьян и отпускать их на волю. Всего любопытнее в завещании строки о библиотеке помещика. «Книги, - пишет он, - мои любезные книги! Не знаю, кому завещать их: я уверен, в здешней стране они никому не надобны; прошу покорно моих наследников предать их огню. Они были первое мое сокровище, они только и питали меня в моей жизни; если бы не было их, то моя жизнь была бы в беспрерывном огорчении, и я давно бы с презрением оставил сей свет». За несколько минут до смерти Опочинин имел еще духу начать перевод стихотворения Вольтера «О боже, которого мы не знаем».
Был погребён в селе Каменка Мышкинского уезда Ярославской губернии
.

## Семья
Отец — Степан Яковлевич Опочинин (? — 1716).
Жена — Акулина Киприановна (урождённая Смитова; ? — 1743).
Сыновья — помещики Московской, Новгородской и Ярославской губерний:
- Иван (? — 1767) тоже служил по артиллерии и достиг майорского чина. Унаследовал южскую вотчину[3];
  - внук — Николай (5.3.1751 — 25.2.1775), подпоручик артиллерии[3].
- Пётр (1731 — ?), советник Пензенской палаты уголовного суда, статский советник[5]; унаследовал ярославские имения Опочининых;
  - внук — Фёдор (1779—1852), крупный сановник.
- Даниил.